# Kanton Anduze
Kanton Anduze (francouzsky Canton d'Anduze) je francouzský kanton v departementu Gard v regionu Languedoc-Roussillon. Tvoří ho osm obcí.

## Obce kantonu
- Anduze
- Bagard
- Boisset-et-Gaujac
- Générargues
- Massillargues-Attuech
- Ribaute-les-Tavernes
- Saint-Sébastien-d'Aigrefeuille
- Tornac